# Guillem de Banyeres
Guillem de Banyeres (Tarragona, segle xiii - 1307) va ser un sacerdot i canonge de la Seu de Tarragona.
Quan el 1264 Pere Bernat, cambrer de la vila de Reus, va deixar la cambreria perquè va ser nomenat paborde, Guillem de Banyeres, fill d'Ermengol de Banyeres, vinculat a la família dels Banyeres senyors de Banyeres del Penedès, i també del castell de Virgili, a la Riera del Gaià, va ser nomenat successor seu i, per tant, senyor eclesiàstic de la vila. El càrrec de Cambrer de Reus comportava el domini senyorial d'un terç de la vila, la residència al Castell i la totalitat de la senyoria i els delmes pel que fa al terme parroquial, i estava reservat al canonge cambrer de la catedral de Tarragona.
Com el seu antecessor, Guillem de Banyeres també es va enfrontar a l'arquebisbe Benet de Rocabertí, que volia imposar diverses reformes al capítol dels canonges de la Seu de Tarragona a les quals un sector majoritari s'hi oposava. Va utilitzar la violència per a defensar-se dels atacs de l'arquebisbe, i fins i tot va deixar mal ferit l'oficial de la mitra, Ramon de Vilafranca. Per aquesta violència havia de perdre la dignitat, i Ramon de Vilafranca reclamà una indemnització sobre els béns de Guillem i es va donar sentència a favor del reclamant el 1269, però Guillem de Banyeres va recórrer la seva causa a la Cúria Romana i es va mantenir en el càrrec i en possessió dels seus béns fins a la decisió de la Cúria, que no es donà fins al 1275. La cambreria de Reus rebia unes rendes força altes, i el lloc era cobejat per altres canonges. Per això el mateix 1275, l'arquebisbe Bernat d'Olivella va repartir les rendes que fins aleshores havien correspost a la Cambreria. Les rendes de Reus van seguir en mans del cambrer, però va perdre les de Vila-seca i Tarragona, amb les quals l'arquebisbe va crear noves dignitats a la catedral: el Deganat i dos Ardiaconats (els de Vilaseca i de Sant Fructuós), i encara una part d'aquelles rendes havien de servir per millorar l'assignació del prior capitular. Ramon de Vilafranca, l'oficial ferit per Guillem de Banyeres, va ocupar la cambreria de Reus fins a la seva mort.
Destituït com a cambrer, però amb influències a la cúria, Guillem de Banyeres va ser nomenat paborde, dignitat que va mantenir uns trenta anys, ja que va morir el 1307. Durant el seu mandat, va morir l'arquebisbe Bernat d'Olivella, i reafirmant l'antic costum, Guillem de Banyeres, com a paborde va passar a regir la Mitra en Seu Vacant. Però es va trobar des del primer dia amb serioses dificultats que li presentaven alguns canonges, entre ells Ramon d'Anglesola, que retenien en les seves mans els béns de la Mitra, i dificultaven el bon govern del paborde. El 1288, Guillem de Banyeres va apel·lar a la Santa Seu per les injúries i desobediències que havia rebut d'alguns dels capitulars tarragonins. Finalment, l'11 d'octubre d'aquell any, Guillem de Banyeres va excomunicar tots els canonges que retenien béns de la Mitra i també contra els qui cometien altres faltes contra les institucions capitulars. Com a paborde era senyor de l'Albiol i de la Selva del Camp i el 1292 va rebre les rendes del feu de Riudoms.
Hi ha un homònim Guillem de Banyeres, de família de comerciants i fabricants barcelonins que va ser canonge de la Catedral de Barcelona, i que va morir el 1284.